# Lill-Abborrtjärnen (Björna socken, Ångermanland, 706323-163240)
Lill-Abborrtjärnen är en sjö i Örnsköldsviks kommun i Ångermanland och ingår i Gideälvens huvudavrinningsområde. Den avrinner genom en liten bäck till sjön Lill-Hemlingen invid Hemlingsån.